# Cowboy Angels
Pour les articles homonymes, voir Cowboy.
 (février 2014).
Si vous disposez d'ouvrages ou d'articles de référence ou si vous connaissez des sites web de qualité traitant du thème abordé ici, merci de compléter l'article en donnant les références utiles à sa vérifiabilité et en les liant à la section « Notes et références ».
Pour plus de détails, voir Fiche technique et Distribution.
Cowboy Angels est un film français de Kim Massee réalisé en 2006 et sorti en salles le 29 octobre 2008.

## Synopsis
À Paris, élevé seul par sa mère, Pablo est un garçon de 11 ans mûr et débrouillard. Encore une fois livré à lui-même quand sa mère s'absente un week-end entier pour rejoindre un nouvel amant, il décide de prendre son destin en main et de retrouver son père dont il ne sait pas grand-chose d'autre que son prénom et sa ville de naissance en Espagne. Il échafaude un plan : dans un café qu'il fréquente, il a remarqué Louis, un joueur de poker désargenté mais qui a une voiture et avec lequel il sympathise. Il lui propose l'argent qu'il a volé à sa mère pour être son chauffeur dans son expédition en Espagne. Après des hésitations, ce dernier accepte et le périple mouvementé des deux acolytes commence, émaillé de disputes et de moments de complicité.

## Fiche technique
- Pays :  France
- Durée : 100 minutes
- Réalisation : Kim Massee
- Scénario : Chloé Marçais, Kim Massee
- Image : Marc Romani
- Son : Nicolas Niément, Julien Blasco, Dolby SR
- Montage : Amandine Clisson
- Musique originale : Laurent Petitgand
- Production : Artworx Films

## Distribution
- Diego Mestanza : Pablo, le garçon
- Thierry Levaret : Louis, le chauffeur
- Noëlie Giraud : Billie, serveuse dans un bar
- Françoise Klein : la mère de Pablo
- Stefano Cassetti : Luigi, le père
- Gilles Gaston-Dreyfus : Paul
- Laurent Petitgand : François, un ancien amant de la mère de Pablo.

## Distinctions
- Prix du public, IFFF Dortmund/Cologne, Allemagne, 2008
- Cinema of the future, Rotterdam, Pays-Bas, 2007
- New Directors/New Films, Lincoln Center/MoMA, New York, États-Unis, 2007
- Paris Cinéma, 2007
- Chicago International Film Festival, États-Unis, 2007
- Festival du Nouveau Cinéma, Montréal, 2007
- Napoli Film Festival, Italie, 2007
- Giffoni Film Festival, Italie, 2007
- Seoul International Youth Film Festival, Corée du Sud, 2007
- 41°Parallelo, Napoli Film Festival in New York, États-Unis, 2007
- Kolkata Film Festival, Inde, 2007
- Oulu International Children’s Film Festival, Finlande, 2007
- Bradford International Film Festival, Royaume-Uni, 2008